# Johannes Stark
Johannes Stark, nemški fizik, * 15. april 1874, Schickenhof (sedaj Freihung), Bavarska, Nemčija, † 21. junij 1957, Traunstein, Bavarska.
Stark je leta 1919 prejel Nobelovo nagrado za fiziko za odkritje Dopplerjevega pojava v kanalskih žarkih in razcepitve spektralnih črt v električnih poljih.